# Lamprima aenea
Lamprima aenea es una especie de coleóptero de la familia Lucanidae.

## Distribución geográfica
Habita en Australia.